# 伏爾泰盤唇鱨
伏爾泰盤唇鱨，為輻鰭魚綱鯰形目倒立鯰科盤唇鱨屬的其中一種，該物種分布於非洲布吉納法索及加納的Bénoué河及Volta河流域，體長可達2.7公分。

## 扩展阅读
維基物種上的相關：伏爾泰盤唇鱨